# Júlio Castro Caldas
Júlio de Lemos [Pereira] de Castro Caldas (Arcos de Valdevez, 19 de Novembro de 1943 - Lisboa, 4 de Janeiro de 2020) foi um advogado e político português.

## Biografia
Licenciado em Direito, pela Faculdade de Direito da Universidade de Lisboa (1966). Foi advogado (desde 1968), tendo ocupado o cargo de 20.º Bastonário da Ordem dos Advogados Portugueses (1993-1998). 
Foi sócio da firma CSA & Associados.
Foi Deputado à Assembleia da República, nas I (1980) e II (1980-1983) Legislaturas, eleito pelo PSD no Círculo Eleitoral de Viana do Castelo. 
Posteriormente, foi ministro da Defesa do XIV Governo Constitucional (1999-2001), presidido por António Guterres.